# Angela Hartley Brodie
Angela Hartley Brodie (* 28. September 1934 in Oldham, England; † 7. Juni 2017 in Fulton, Howard County, Maryland) war eine amerikanische Krebsforscherin und Professorin für Pharmakologie und experimentelle Therapie an der medizinischen Fakultät der University of Maryland. Sie arbeitete dort im Greenebaum Marlene and Stewart Greenebaum Cancer Center am Forschungsprogramm Hormone Responsive Cancers. Angela Brodie wurde bekannt für ihre bahnbrechende Arbeit in der Entwicklung von Aromatasehemmern, die bei der Behandlung von Brustkrebs inzwischen weltweit Einsatz finden.

## Leben
Angela Hartley wuchs zusammen mit ihrem acht Jahre jüngeren Bruder in einer Familie von Bergsteigern auf und entwickelte sich selbst zu einer begabten Kletterin. Ihr Vater Herbert Hartley, ein Chemiker mit dem Spezialgebiet Polyurethane, inspirierte sie zur wissenschaftlichen Arbeit. Sie selbst sagte über ihn: „He was always talking to me about science, … always interesting me in it.“ (deutsch: „Er sprach ständig mit mir über Wissenschaft, … hat mich ständig dafür interessiert.“) Nach dem neunjährigen Besuch eines von Quäkern geführten Internats absolvierte sie an der University of Sheffield ein Studium der Biochemie, das sie mit einem Bachelor-Abschluss beendete. Es schloss sich eine Beschäftigung bei einer Blutbank an, wo sie Routine-Assays zur Bestimmung des Rhesusfaktors erledigte, in der Hoffnung, weitere Aufgaben in der medizinischen Forschung übernehmen zu können. Es war letztlich ein Zufall, dass sie über den Bergsteiger und Freund ihres Vaters, den Biochemiker Raymond Clayton, an eine Stelle im Labor des Christie Cancer Hospital in Manchester gelangte. Zwei Jahre lang konnte sie sich dort mit der Östrogenabhängigkeit bei der Entstehung eines Brustkrebses befassen, bevor sie an der University of Manchester ihr Doktorat auf dem Gebiet der Chemischen Pathologie begann.
Ihre Untersuchungen zu dem Hormon Aldosteron führten zu einem vom National Institutes of Health geförderten Stipendium bei der Worcester Foundation for Experimental Biology in Shrewsbury, Massachusetts. Dort arbeiteten Forscher an oralen Kontrazeptiva und Methoden der In-vitro-Fertilisation, unter ihnen ihre spätere Labormitarbeiterin Mika Hayano (1920–1964) die nach einer herkömmlichen Behandlung an Brustkrebs starb, und der Chemiker Harry Brodie, den sie bald darauf heiratete. Kurz hintereinander kamen ihre beiden Söhne zur Welt und Brodie arbeitete in Teilzeit im Labor ihres Ehemannes, mit dem sie gemeinsam zu Aromatase, einem Schlüsselenzym in der körpereigenen Produktion von Östrogen, forschte. Bereits zu Beginn der 1970er Jahre begann Angela Brodie – anfangs in Gemeinschaft mit ihrem Ehemann – mit der Entwicklung eines neuen Ansatzes, die Bildung von Östrogen zu bremsen. Sie suchte nach einer klinisch verwertbaren Verbindung zwischen den Erkenntnissen über die Östrogen-Biosynthese und den Bedürfnissen von Brustkrebs-Patienten wie Mika Hayano. Bestärkt durch die Molekularbiologin und Feministin Joy Hochstadt stellte sie, obwohl sie nur Teilzeit arbeitete, einen Antrag auf Finanzhilfe, der ihr bewilligt wurde. Angela Brodie setzte ihre Forschungen bei der Worcester Foundation weitere 18 Jahre fort, in denen sie Aromatase-Hemmer entwickelte und ihre klinische Wirksamkeit in Modellsystemen nachwies.
Im Juni 2005 wurde Angela Brodie als erste Frau – und zugleich letzte Preisträgerin – der seit 1979 jährlich für besondere Leistungen auf dem Gebiet der Krebsforschung ausgelobte, renommierte Charles F. Kettering Prize der General Motors Cancer Research Foundation für ihre Pionierarbeit bei der Entwicklung der Aromatasehemmer verliehen. Der internationale Preis war mit 250.000 US-Dollar dotiert.
Im Jahr 2010 wurde sie mit dem Gabbay Award ausgezeichnet und 2011 mit dem Pasarow Award. 2012 wurde ihr zudem der ASPET-Award der American Society for Pharmacology and Experimental Therapeutics verliehen. 2023 wurde Brodie in die National Inventors Hall of Fame aufgenommen.

## Schriften
- Recent advances in steroid biochemistry and molecular biology. proceedings of the Third International Aromatase Conference: Basic and Clinical Aspects of Aromatase. Bologna, Italy, 14.–17. Juni 1992. Pergamon Press, Oxford u. a. 1993, S. 321–696.
- Aromatase inhibitors in the treatment of advanced breast cancer. (Seminars in Oncology, 23,4, Suppl. 9) Saunders, Philadelphia 1996.
- Proceedings of the VIII. International Aromatase Conference „Aromatase 2006“. Baltimore, Maryland, USA, 18–20. September, 2006. Elsevier, Amsterdam u. a. 2006.